# Rondibilis horiensis
Rondibilis horiensis es una especie de escarabajo longicornio del género Rondibilis, tribu Acanthocinini, subfamilia Lamiinae. Fue descrita científicamente por Kano en 1933.

## Descripción
Mide 6,5-9 milímetros de longitud.

## Distribución
Se distribuye por China.